# 夜之森車站
37°21′56.85″N 140°59′31.3″E / 37.3657917°N 140.992028°E
夜之森車站（日语：／ Yonomori eki */?），是東日本旅客鐵道（JR東日本）常磐線的鐵路車站，位於福島縣双葉郡富岡町。2002年入選東北車站百選。
2011年發生東日本大地震，此站雖未受海嘯侵襲，但福島第一核電廠事故的影響，此站位於該廠方圓20公里警戒區之內，游離輻射較高的歸還困難區域，因此長期停止營業。2012年8月起，站區及常磐線的西側因放射線劑量降低，已改為居住限制區，不再管制人員進出，但禁止過夜；站區本身及常磐線以東仍屬歸還困難區域而管制進出。2020年3月8日起車站周圍解除管制，3月14日隨著富岡浪江間路段恢復通車而重啟營運。

## 簡介
此站為跨站式車站，設有島式月台一座，有兩股軌道。月台上設有候車室。原本的地上站為木造站房，因相當老舊且為降低放射線劑量，已於2019年1月拆除。
在東日本大地震之前由鄰近的富岡車站管理，屬於簡易委託站。2020年3月14日恢復營業後，新建的跨站式站房同時啟用，車站納入東京近郊區間，站內剪票口加裝Suica驗票機，並導入遠端服務的「Smart Station for EXPRESS」系統而改為無人站。
車站週邊在每年春季是熱門的賞櫻場所。月台及軌道的兩側種植了六千多株杜鵑花，為1939年從山手線駒込車站所移植，东日本大地震前每年5月開花期間，超級常陸號列車通過此站時會放慢車速以讓乘客觀賞，2016年11月，為降低放射線劑量而伐除杜鵑花，預計5年後再行重新栽種。

### 月台配置
| 月台 | 路線    | 方向 | 目的地               |
| ---- | ------- | ---- | -------------------- |
| 1    | ■常磐線 | 上行 | 富岡、磐城、水戶方向 |
| 2    | ■常磐線 | 下行 | 原之町、仙台方向     |

## 圖片

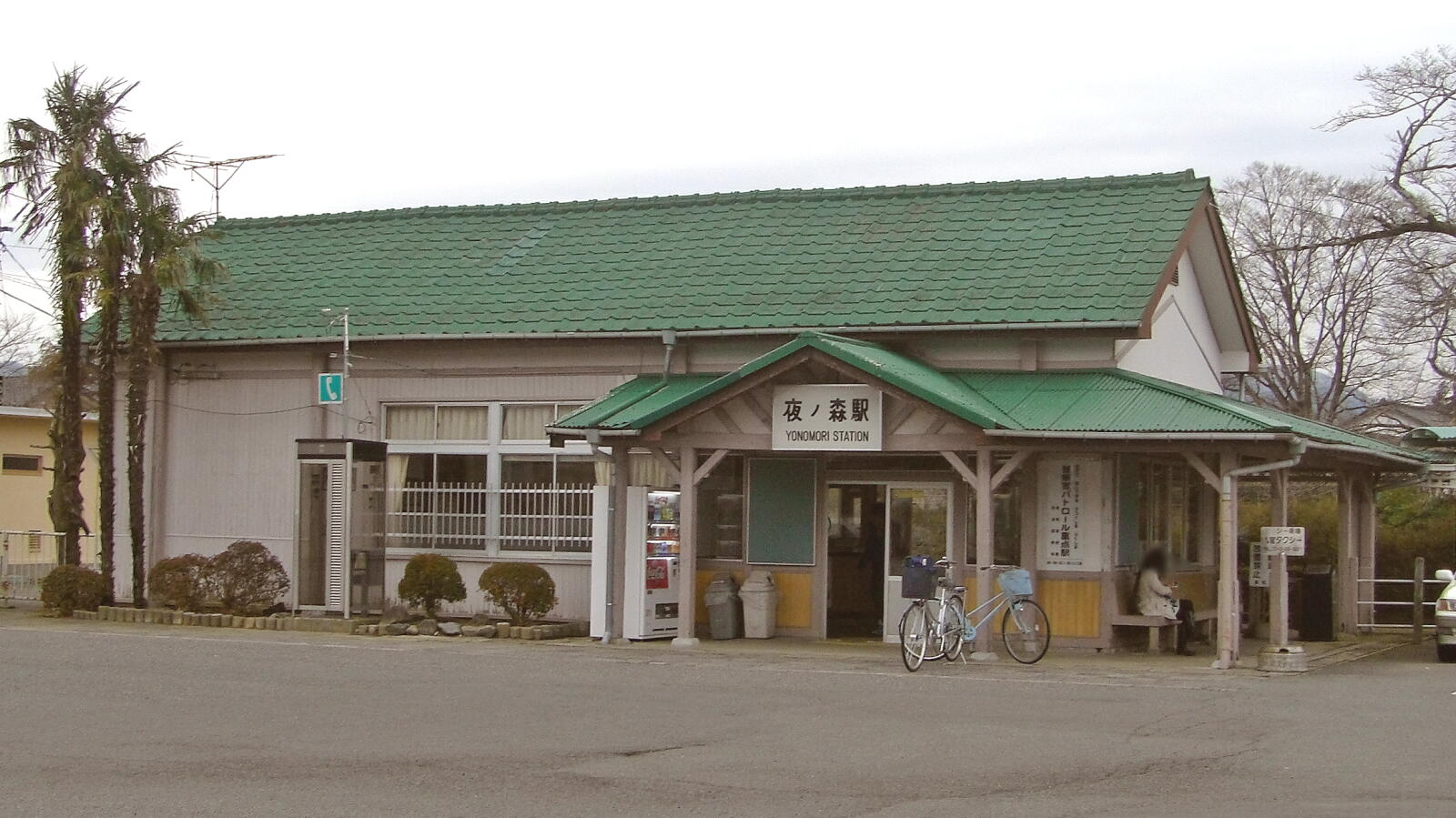
舊站房（2009年2月）
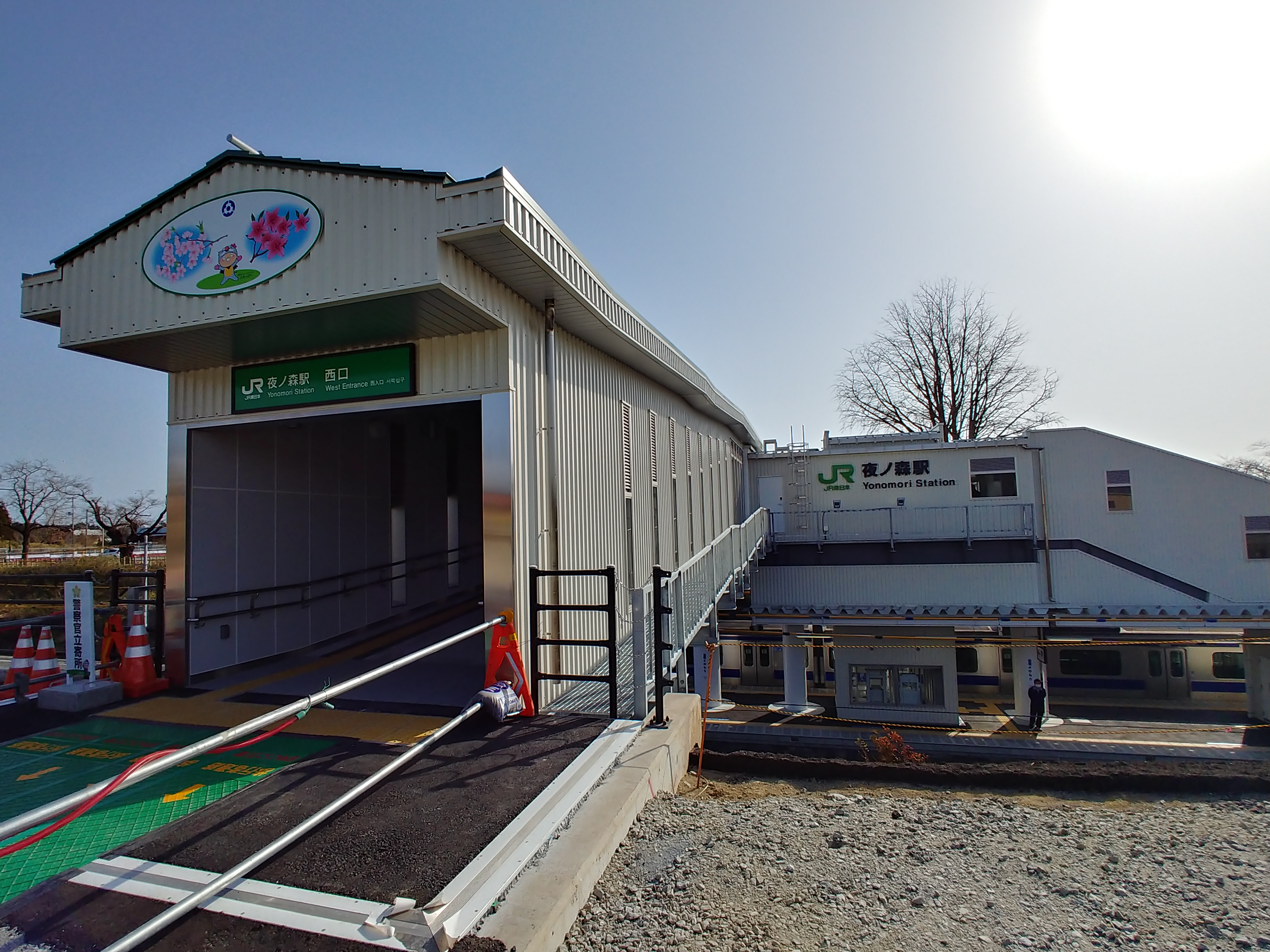
新站房西口（2020年3月）
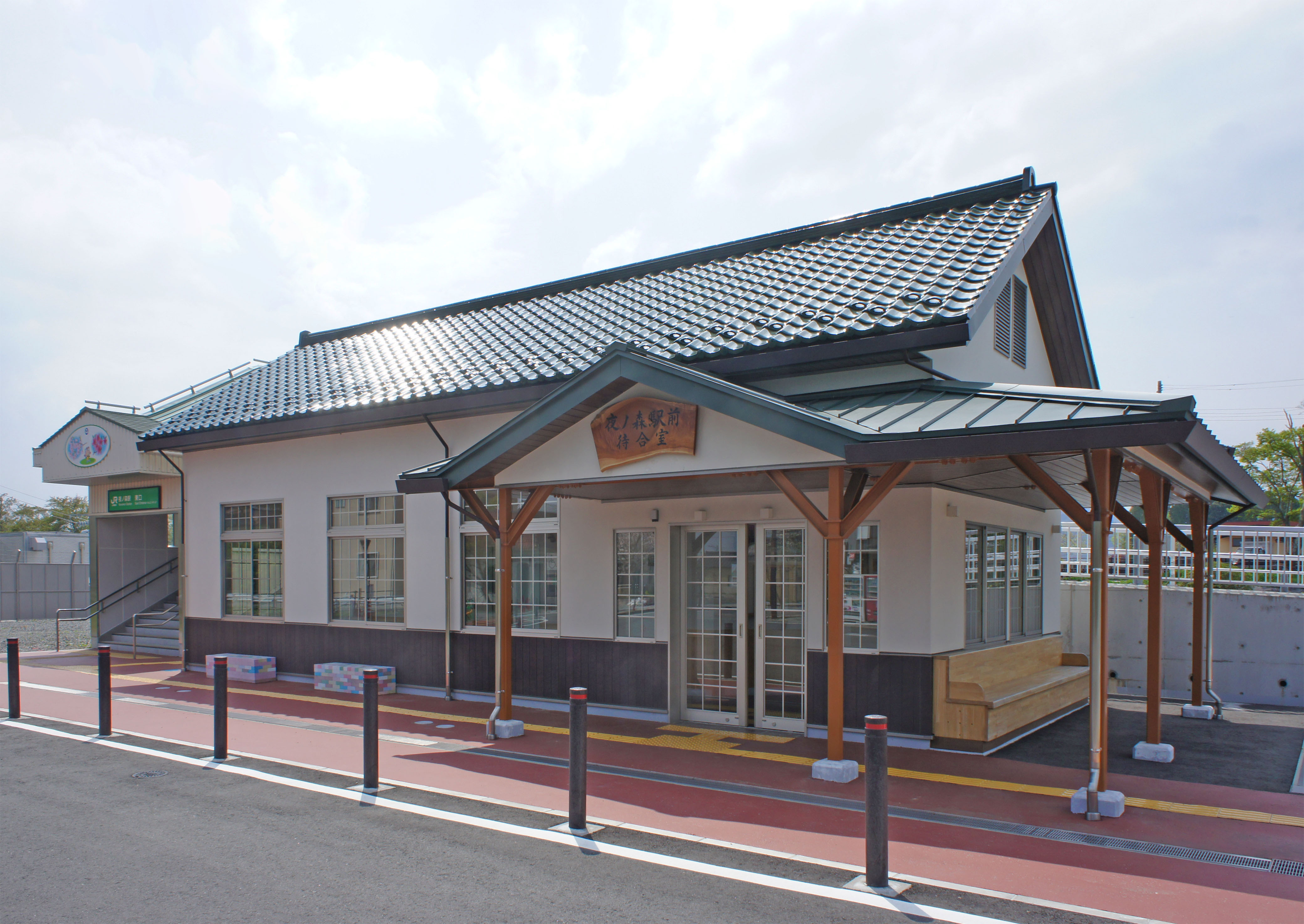
新站房東口旁重現舊站房外觀的候車室（2022年4月）
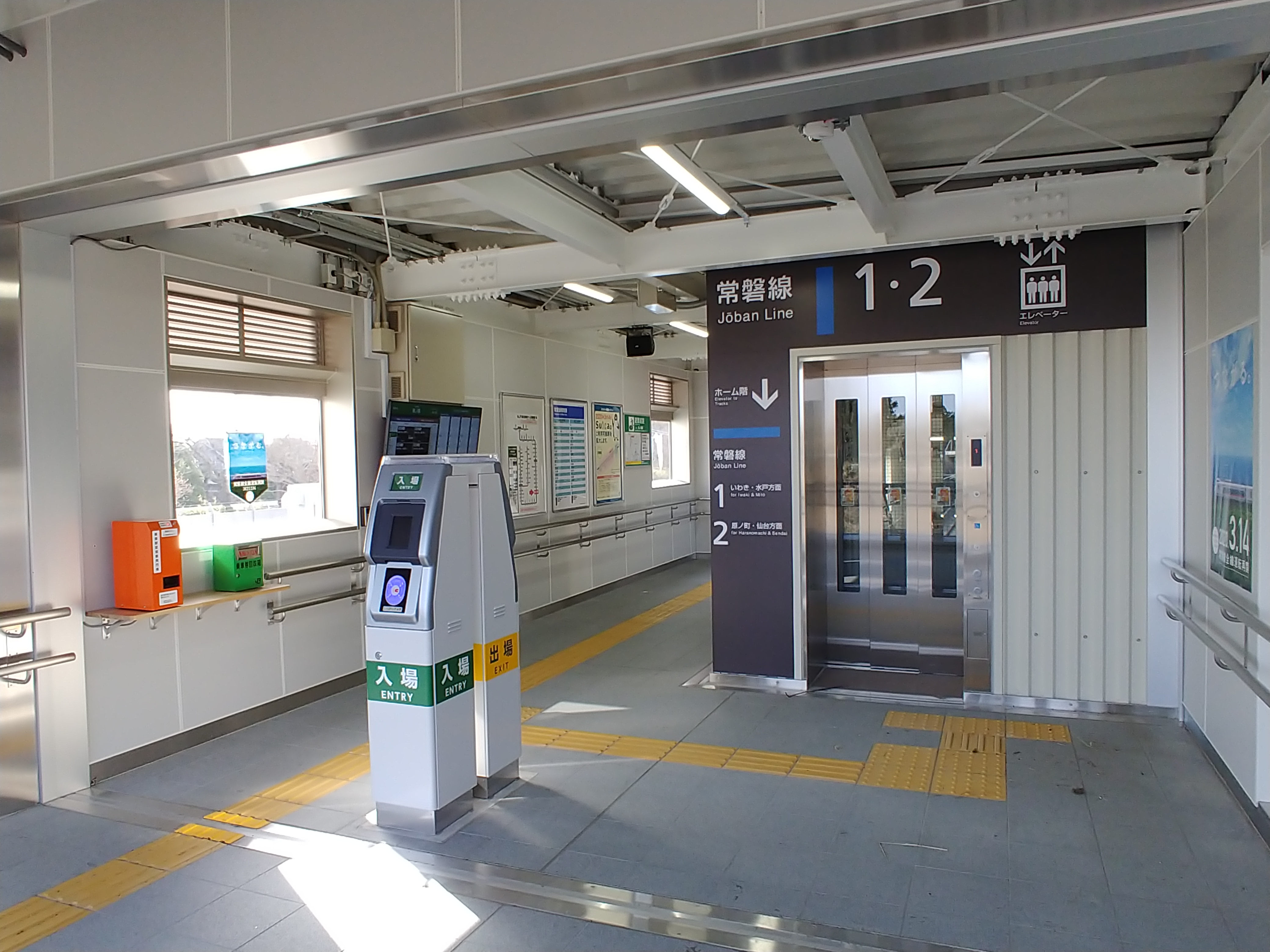
新站房驗票口（2020年3月）
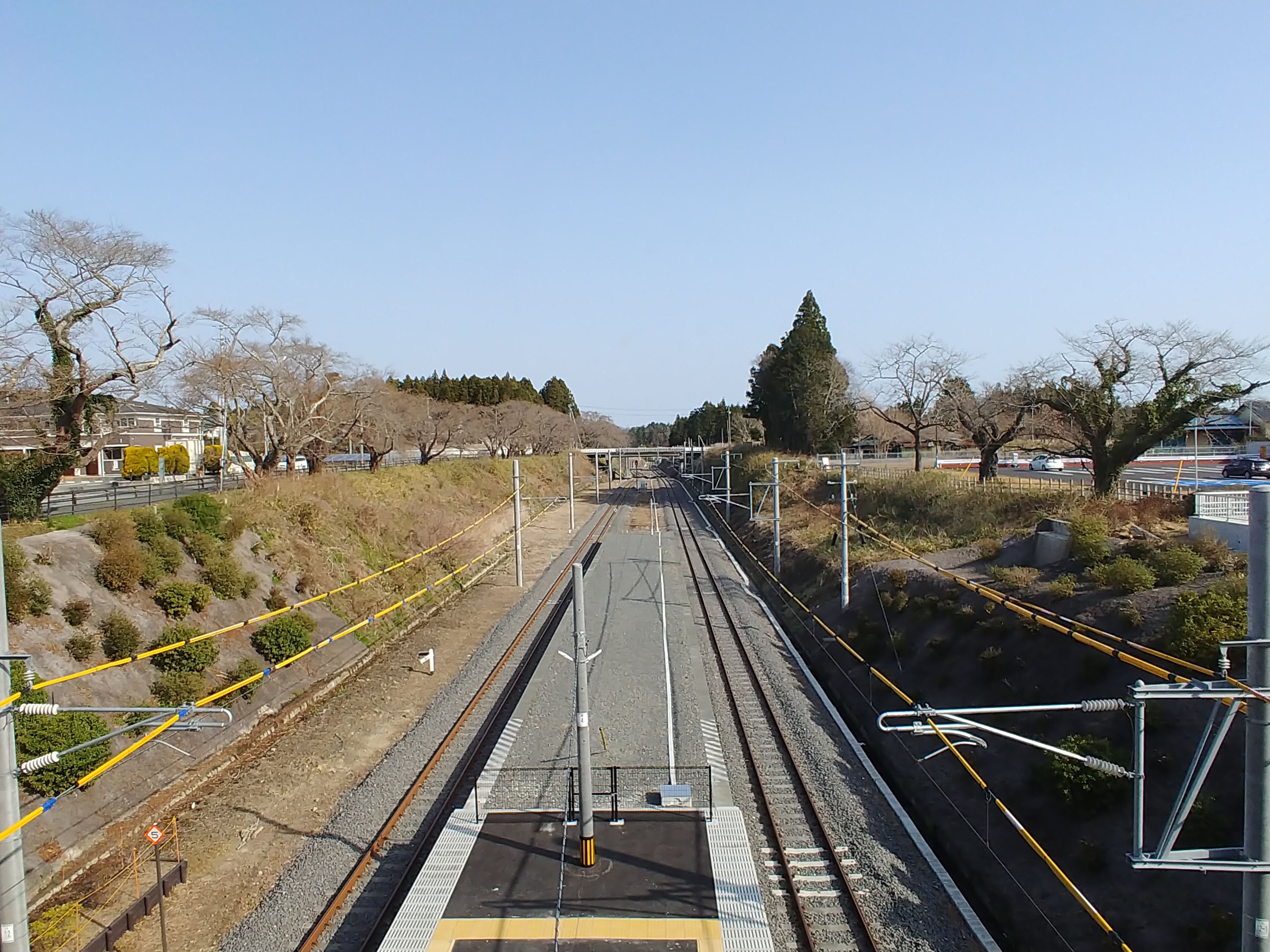
從跨站站房眺望往仙台方向站場（2020年3月）
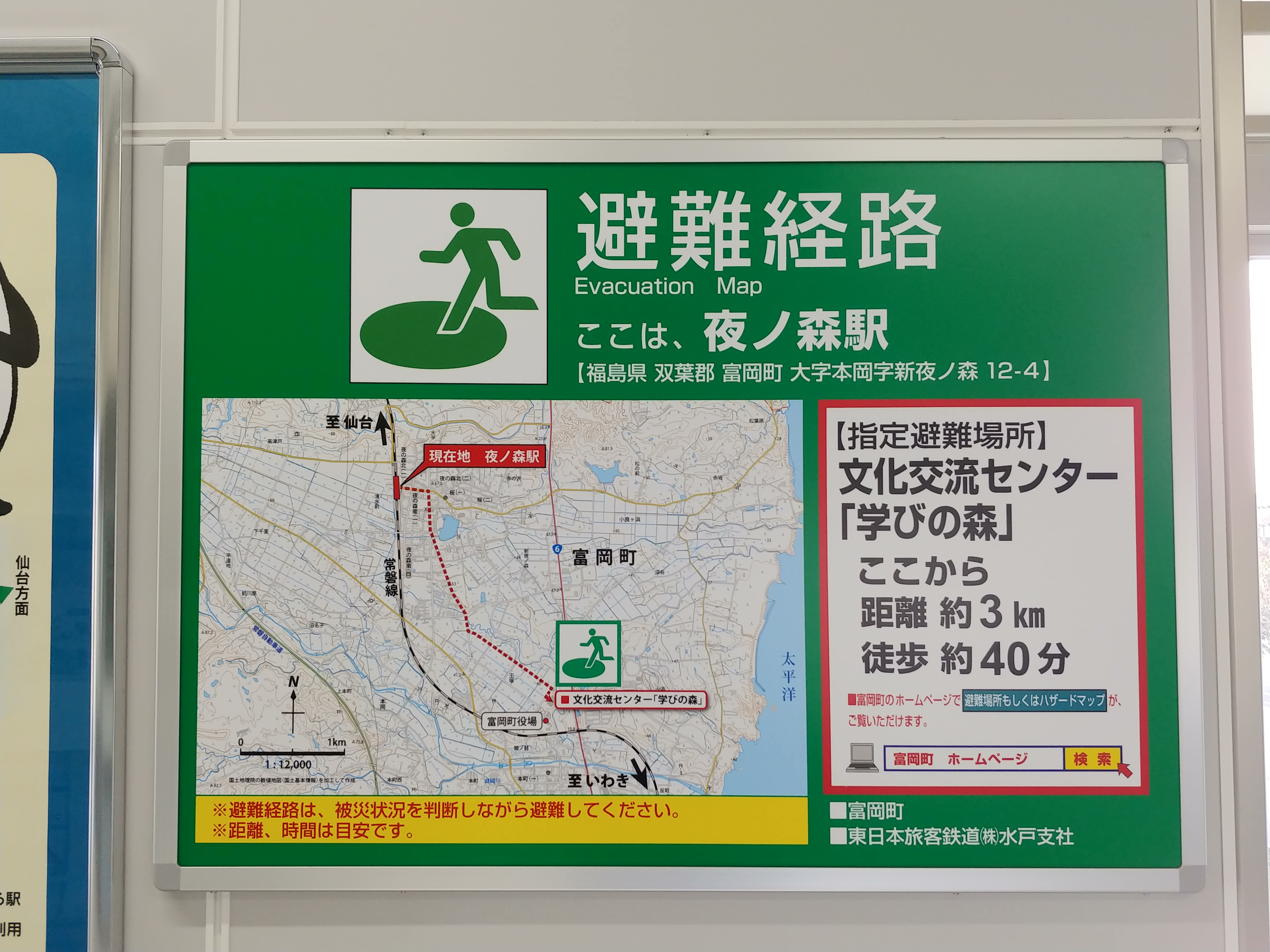
驗票口標示逃生路線（2020年3月）
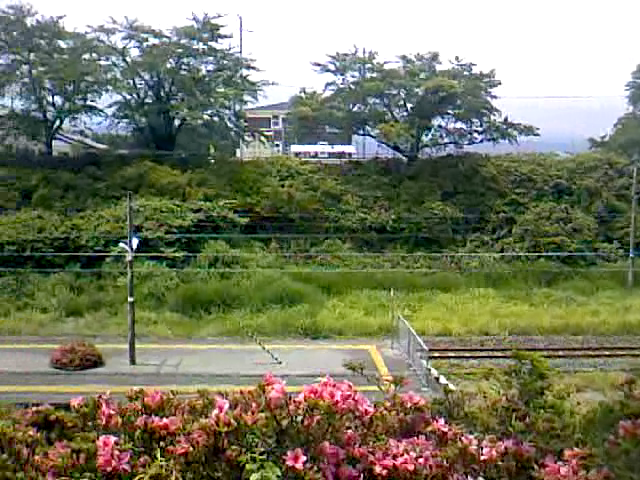
月台邊的杜鵑花叢（2009年6月）

## 沿革
- 1921年（大正10年）3月15日：做為鐵道省營運的車站新開業[8]。
- 1949年（昭和24年）6月1日：日本國有鐵道成立。
- 1952年（昭和27年）8月5日：車站管轄移交給水戶鐵道管理局[9]。
- 1984年（昭和59年）3月1日：做為國鐵合理化的一環，車站營運業務委外給富岡町[9]。
- 1987年（昭和62年）4月1日：國鐵分割民營化後成為JR東日本的車站。
- 2011年（平成23年）3月11日：因東日本大震災及福島第一核電廠事故而暫停營業。
- 2016年（平成28年）11月：開始進行復舊工程及站內除污作業，伐除站內種植的杜鵑花。
- 2018年（平成30年）6月：因原本的站房相當老舊，且為降低除污後的放射線劑量，計畫將站房拆除，改建為跨站式站房[10]。
- 2019年（平成31年）1月21日：站房拆除工程開工[1][11]。
- 2020年（令和2年）
  - 3月14日：富岡車站至浪江車站間路段恢復行駛，車站恢復營運[12][13][14]。新建的跨站站房及東西自由通路啟用[15][16]，並改為無人站。
  - 11月30日：車站東口旁新建一座候車室，這座候車室外觀重現了2019年拆除的舊站房[17]。

## 使用情況
根據JR東日本，2000年度（平成12年度）- 2010年度（平成22年度）1日平均上車人次推移如下表。
2011年（平成23年）3月11日 - 2020年（令和元年）3月13日前述路段暫停營業，翌日3月14日恢復營業以後成為無人站，2011年度（平成23年度）以後不再公佈統計值。
| 上車人次推移       | 上車人次推移     | 上車人次推移    |
| 年度               | 1日平均 上車人次 | 來源            |
| ------------------ | ---------------- | --------------- |
| 2000年（平成12年） | 401              | [ 利用客数 1 ]  |
| 2001年（平成13年） | 401              | [ 利用客数 2 ]  |
| 2002年（平成14年） | 383              | [ 利用客数 3 ]  |
| 2003年（平成15年） | 383              | [ 利用客数 4 ]  |
| 2004年（平成16年） | 386              | [ 利用客数 5 ]  |
| 2005年（平成17年） | 380              | [ 利用客数 6 ]  |
| 2006年（平成18年） | 382              | [ 利用客数 7 ]  |
| 2007年（平成19年） | 391              | [ 利用客数 8 ]  |
| 2008年（平成20年） | 378              | [ 利用客数 9 ]  |
| 2009年（平成21年） | 380              | [ 利用客数 10 ] |
| 2010年（平成22年） | 359              | [ 利用客数 11 ] |

## 相鄰車站
東日本旅客鐵道
■常磐線
富岡－夜之森－大野

### 使用情況
1. ↑  . 東日本旅客鉄道.   [2019-03-04]. （原始内容存档于2019-04-02）.
2. ↑  . 東日本旅客鉄道.   [2019-03-04]. （原始内容存档于2019-02-22）.
3. ↑  . 東日本旅客鉄道.   [2019-03-04]. （原始内容存档于2019-04-02）.
4. ↑  . 東日本旅客鉄道.   [2019-03-04]. （原始内容存档于2019-03-27）.
5. ↑  . 東日本旅客鉄道.   [2019-03-04]. （原始内容存档于2019-02-23）.
6. ↑  . 東日本旅客鉄道.   [2019-03-04]. （原始内容存档于2019-04-02）.
7. ↑  . 東日本旅客鉄道.   [2019-03-04]. （原始内容存档于2019-04-02）.
8. ↑  . 東日本旅客鉄道.   [2019-03-04]. （原始内容存档于2019-04-02）.
9. ↑  . 東日本旅客鉄道.   [2019-03-04]. （原始内容存档于2019-02-22）.
10. ↑  . 東日本旅客鉄道.   [2019-03-04]. （原始内容存档于2019-04-02）.
11. ↑  . 東日本旅客鉄道.   [2019-03-04]. （原始内容存档于2019-04-02）.

## 外部連結
- 車站資訊（夜之森）：東日本旅客鐵道